# Aphanolaimus cobbi
Aphanolaimus cobbi är en rundmaskart som beskrevs av Heinrich Micoletzky 1922. Aphanolaimus cobbi ingår i släktet Aphanolaimus och familjen Leptolaimidae. Inga underarter finns listade i Catalogue of Life.